# Kourteye
Kourteye (auch: Kourthèye) ist eine Landgemeinde im Departement Tillabéri in Niger.

## Geographie

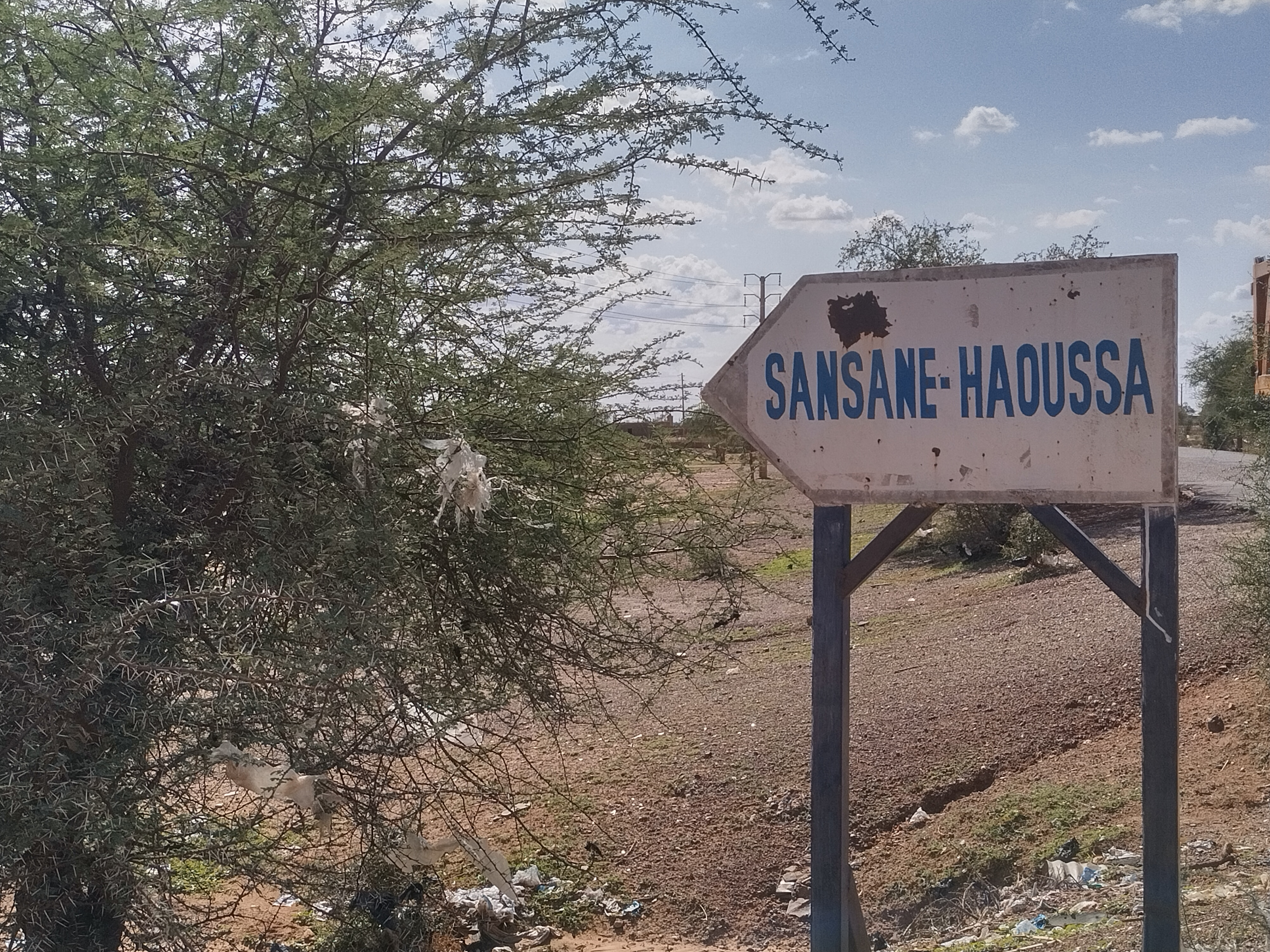
Wegweiser zum Hauptort Sansané Haoussa (2023)

Die Gemeinde befindet sich im Süden des Departements am linken Ufer des Flusses Niger. Die Nachbargemeinden sind Tillabéri, Sakoïra und Ouallam im Norden, Simiri im Osten, Karma und Namaro im Süden sowie Gothèye im Westen.
Bei den Siedlungen im Gemeindegebiet handelt es sich um 60 Dörfer und 187 Weiler. Der Hauptort der Landgemeinde ist das Dorf Sansané Haoussa. Die großen Dörfer wie Sansané Haoussa, Lossa Kado, Sonakado und Kokomani Haoussa liegen im westlichen Teil der Gemeinde in der Nähe des Flusses. Zum Gemeindegebiet gehört auch das historisch bedeutende Dorf Sorbon Haoussa.
Kourteye wird überwiegend zur Übergangszone zwischen Sahel und Sudan gerechnet, nur der nordwestliche Abschnitt zum Sahel. Die Gemeinde ist von Harmattan und Monsun geprägt. Die klimatischen Verhältnisse gliedern sich in eine Regenzeit (von Mai bis September), eine kalte Trockenzeit (von Oktober bis Februar) und eine heiße Trockenzeit (von März bis Mai). In geologischer Hinsicht gehört das Gemeindegebiet zum Erdzeitalter Präkambrium. Prägende Gesteine sind Granit und Schiefer. Die Böden sind eisenhaltig, lehmig oder von Dünen geprägt. Unter anderem entlang des Nigers befinden sich Galeriewälder. Die Hochebenen sind Buschland, wo Akazien, Kinkéliba und Wüstendatteln gedeihen.

## Geschichte
Kourteye ist nach der Volksgruppe Kurtey benannt. Die Bezeichnung Kurtey kommt von kourou tê (Zarma), das „die Herde ist vollzählig“ bedeutet. Diese Bezeichnung wird darauf zurückgeführt, dass die Kurtey in der ersten Hälfte des 19. Jahrhunderts in Kleingruppen aus dem Massina-Reich einwanderten und sich in ihrem neuen Siedlungsgebiet am Niger stückchenweise einfanden. Die Franzosen gründeten 1904 den Kanton der Kurtey (canton des Kourtey), der 1905 dem neu geschaffenen französischen Militärterritorium Niger angeschlossen wurde.
Aus dem Kanton der Kurtey ging 2002 die Landgemeinde Kourteye hervor. Im Jahr 2008 zerstörten Überschwemmungen 129 Häuser und Hütten im Dorf Dia Dia, wo insgesamt über 1000 Personen materiellen Schaden erlitten. Bei der Flutkatastrophe in West- und Zentralafrika 2010 wurden ebenfalls über 1000 Einwohner von Kourteye als Katastrophenopfer eingestuft, davon knapp 800 im Dorf Sorbon Haoussa.

## Bevölkerung
Kourteye ist noch vor der Regionalhauptstadt Tillabéri die bevölkerungsreichste Gemeinde des Departements. Bei der Volkszählung 2012 hatte die Landgemeinde Kourteye 61.670 Einwohner, die in 8411 Haushalten lebten. Bei der Volkszählung 2001 betrug die Einwohnerzahl 50.171 in 6936 Haushalten.
Im Hauptort Sansané Haoussa lebten bei der Volkszählung 2012 3202 Einwohner in 501 Haushalten, bei der Volkszählung 2001 2055 in 289 Haushalten und bei der Volkszählung 1988 2069 in 309 Haushalten.
Die wichtigsten Volksgruppen in der Gemeinde sind Zarma-Songhai, Kurtey, Fulbe und Bella. Außerdem leben Tuareg und Wogo in Kourteye. Die dominierende Sprache ist Zarma.

## Politik
Der Gemeinderat (conseil municipal) hat 17 gewählte Mitglieder. Mit den Kommunalwahlen 2020 sind die Sitze im Gemeinderat wie folgt verteilt: 8 MODEN-FA Lumana Africa, 3 MPR-Jamhuriya, 3 PJP-Génération Doubara und 3 PNDS-Tarayya.
Jeweils ein traditioneller Ortsvorsteher (chef traditionnel) steht an der Spitze von 58 Dörfern in der Gemeinde.

## Wirtschaft und Infrastruktur

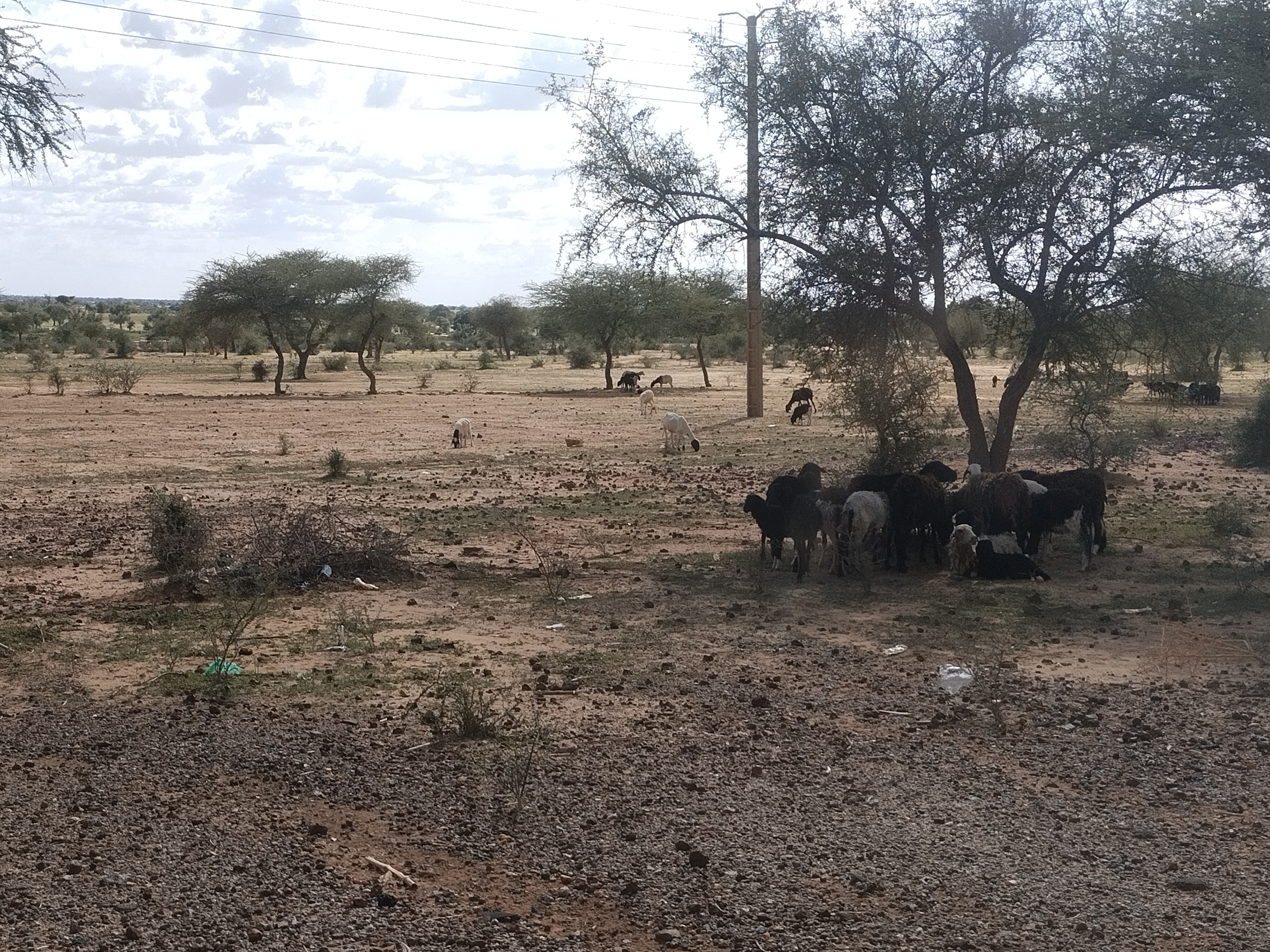
Schafe und Ziegen in der Gemeinde Kourteye (2023)

Mehr als 90 Prozent der arbeitenden Bevölkerung von Kourteye sind in der Landwirtschaft tätig. Im Dorf Lossa Kado und auf der Insel Kouboutchiré wird Fischerei betrieben. Fulbe und Tuareg in den Dörfern Tamtala und Balley Bangou arbeiten in der Viehzucht. Das staatliche Versorgungszentrum für landwirtschaftliche Betriebsmittel und Materialien (CAIMA) unterhält eine Verkaufsstelle in der Gemeinde. Die geomorphologischen Verhältnisse in der Gemeinde erschweren die Nutzung der unterirdischen Trinkwasservorkommen.
Gesundheitszentren des Typs Centre de Santé Intégré (CSI) sind im Hauptort Sansané Haoussa sowie in den Siedlungen Assani, Gorou, Koria Haoussa, Kourani, Lossa Kado und Sona Kado vorhanden. Der CEG Sansané Haoussa ist eine allgemein bildende Schule der Sekundarstufe des Typs Collège d’Enseignement Général (CEG). Das Berufsausbildungszentrum Centre de Formation aux Métiers de Sansané Haoussa (CFM Sansané Haoussa) bietet Lehrgänge in familiärer Wirtschaft und Metallbau an. Beim Centre de Formation aux Métiers de Farié Haoussa (CFM Farié Haoussa) handelt es sich um ein weiteres Berufsausbildungszentrum im Dorf Farié Haoussa.
Die 2020 eröffnete Djibo-Bakary-Brücke über den Niger verbindet die Gemeinde Kourteye mit der Gemeinde Gothèye am anderen Flussufer.

## Persönlichkeiten
- Amadou Diado (* 1940), Journalist, geboren im Dorf Dalway